# 北極捜索救難協定
北極における航空と海上の捜索および救助の協力に関する協定（ほっきょくにおけるこうくうとかいじょうのそうさくおよびきゅうじょのきょうりょくにかんするきょうてい、英: the Agreement on Cooperation on Aeronautical and Maritime Search and Rescue in the Arctic）、通称北極捜索救難協定（英: The Arctic Search and Rescue Agreement）は、2011年5月12日にグリーンランド・ヌークで、北極評議会の加盟国（カナダ、デンマーク、フィンランド、アイスランド、ノルウェー、ロシア、スウェーデン、アメリカ合衆国）により締結された国際条約である。
この条約は、北極圏における国際的な捜索救難が適用される範囲と対応を調整し、各締約国の捜索救難の責任領域を定める。北極圏における領土主張が対立していることを考慮して、条約は「捜索救難地域の境界策定は、国家またはその主権、主権者の権利または管轄権の間の境界の策定とは無関係であり、それを損なってはならない」と規定する。
北極捜索救難協定は、北極評議会の後援の下で交渉された、初めての拘束力のある協定である。地球温暖化によりアクセス性が上がったことで、北極圏で高まっている経済的な重要性を反映している。
カナダ政府が条約の寄託者となっている。条約に署名した8ヶ国に批准されたことで、2013年1月19日に発効した。
|  |  |